# Processo cautelar
O processo cautelar previsto no Código de Processo Civil Brasileiro de 1973 (conhecido como "Código Buzaid", revogado pelo Código de Processo Civil Brasileiro de 2015, conhecido como Código "Fux", em vigência) tinha por finalidade assegurar, na máxima medida possível, a eficácia prática de uma providência cognitiva ou executiva.
Buscava, à época de sua vigência, por meio de um procedimento próprio, assegurar a utilidade de um processo de conhecimento ou de execução, quanto à finalidade respectiva de cada um deles.
O processo cautelar era, portanto, dependente de outro, seja cognitivo ou executivo. Entretanto, a exceção a este procedimento, que seriam as chamadas “cautelares satisfativas”, antes consideradas anomalias do ordenamento jurídico, são hoje reconhecidas como tutela antecipada (tutela provisória de urgência ou de evidência, antecedente ou incidental).
O Anteprojeto do novo Código de Processo Civil Brasileiro de 2015 trouxe como uma de suas propostas mais interessantes a aproximação entre tutela cautelar e tutela antecipada. O processo cautelar e as ações cautelares nominadas foram extintos, passando a existir as figuras da tutela provisória de urgência e da tutela de evidência.
De acordo com o art. 277 do Anteprojeto do novo Código de Processo Civil, "A tutela de urgência e a tutela da evidência podem ser requeridas na propositura (tutela provisória de caráter antecedente) ou no curso do procedimento (tutela provisória de caráter incidental) sejam essas medidas de natureza cautelar (tutela provisória cautelar) ou satisfativa (tutela provisória antecipada)".
Para a concessão de tutela de urgência, serão exigidos elementos que evidenciem a plausibilidade do direito, bem como a demonstração de risco de dano irreparável ou de difícil reparação (art. 300, do CPC de 2015, vigente).
Para a concessão da tutela de evidência será dispensada a demonstração de risco de dano irreparável ou de difícil reparação quando: I – ficar caracterizado o abuso de direito de defesa ou o manifesto propósito protelatório do requerido; II – um ou mais dos pedidos cumulados ou parcela deles mostrar-se incontroverso, caso em que a solução será definitiva; III – a inicial for instruída com prova documental irrefutável do direito alegado pelo autor a que o réu não oponha prova inequívoca; ou IV – a matéria for unicamente de direito e houver jurisprudência firmada em julgamento de casos repetitivos ou súmula vinculante (regra do art. 311, do CPC de 2015, vigente).
Caberá agravo de instrumento contra as decisões interlocutórias que versarem sobre tutelas de urgência ou da evidência (no art. 929, I, do CPC/1973, atualmente no art. 937, VIII, do CPC/2015, vigente).

## História
O processo cautelar é um processo acessório e instrumental que tem por finalidade impedir que no curso de um outro processo, chamado principal, possam ocorrer situações de risco marginal que inviabilizem o resultado útil que se poderia esperar.
O conceito de risco marginal é oriundo da doutrina italiana, e significa o risco de situações que não dizem respeito ao objeto da ação principal, mas que lhe podem causar inefetividade. Alguns autores como Jean Carlos Dias tratam desse conceito.
Surgiu como meio eficaz e pronto para assegurar a permanência ou conservação do estado das pessoas, coisas e provas, visto que sem o processo cautelar, a prestação jurisdicional correria o risco de transformar-se em providência inócua.

## Brasil

### Características do processo cautelar
As características do processo cautelar, existentes até antes da vigência do Código de Processo Civil de 2015 (chamado de Código "Fux"), eram:
a) Autonomia– o processo cautelar tinha uma individualidade própria e tramitava em autos próprios, uma vez que sua finalidade e os seus procedimentos eram autônomos. Contudo, essa autonomia é relativa, pois a extinção do processo principal implicará na extinção da "ação cautelar", devido a possibilidade de ser instaurado antes, no início ou no curso do processo principal e deste é sempre dependente (regra do art 796, do CPC de 1973, atualmente revogado pelo CPC de 2015, atualmente vigente). No processo civil atual, não há mais autonomia do processo cautelar, tramitando o mesmo dentro dos autos do processo principal (no início, como tutela provisória cautelar antecedente, ou no curso do processo, como incidental);
b) Instrumentalidade – a medida cautelar não tem um fim em si mesma (medidas cautelares satisfativas eram uma exceção a essa regra), pois apenas servem ao processo principal. Assim a ação cautelar preparatória pressupõe que será proposta no prazo de 30 dias uma ação principal (regra do art 806, do CPC de 1973, atualmente revogado pelo CPC de 2015, atualmente vigente). Conforme as regras atuais, pelo princípio da economia processual, a tutela provisória antecedente (inclusive a cautelar) deverá ser contemporânea à propositura da ação principal, já a ação cautelar incidental pressupõe uma ação principal já em curso;
c) Urgência – a cautela só deve ser acionada se está presente uma situação de perigo, ameaçando a pretensão;
d) Sumariedade da cognição – não há uma análise profunda e detalhada das matérias que podem ser alegadas;
e) Provisoriedade – tem duração temporal limitada, a medida cautelar não é definitiva, pois a cautelar pode ser concedida liminarmente, durante ou ao final (sentença) do processo cautelar ou processo principal (nesse caso após cognição exauriente) ser revogada;
f) Revogabilidade – podem ser revogadas a qualquer tempo. É efeito da provisoriedade;
g) Inexistência de coisa julgada material – a medida cautelar é provisória não gera coisa julgada material;
h) Fungibilidade – consiste na possibilidade de o juiz conceder a medida cautelar que lhe pareça mais adequada para proteger o direito da parte, ainda que não corresponda àquela medida que foi postulada;
i) Poder Geral de Cautela do Juiz – a parte pode solicitar qualquer providência assecurativa e acautelatória, ainda que essa providência não tenha sido prevista. São as chamadas medidas cautelares inominadas (regra do art 798, do CPC de 1973, atualmente revogado pelo CPC de 2015, atualmente vigente). Atualmente, toda tutela provisória cautelares é inominada (conservando denominações somente na prática);
j) Medida liminar inaudita altera parte – o juiz pode conceder medida cautelar, sem ouvir o réu, quando verificar que este, quando citado, poderá torná-la ineficaz (art 797, do CPC de 1973, atualmente revogado pelo CPC de 2015, atualmente vigente);
k) Contracautela – pode o juiz determinar que a parte preste caução real ou fidejussória no sentido de ressarcir os danos que o requerido possa vir a sofrer, caso a parte queira entrar em uma aventura jurídica.

### Diferenças quanto a outras espécies processuais
Difere-se do processo de conhecimento, que tem por objetivo a formulação da norma que deve regular um caso concreto, isto é, busca o pronunciamento judicial evidenciado em uma sentença de mérito, bem como da sua fase de cumprimento do estabelecido no título executivo judicial formado em tal processo. Difere-se também do processo de execução, onde se busca o cumprimento de uma obrigação decorrente de um título ao qual a lei atribui eficácia executiva.
Nesta espécie de processo não é julgado o mérito.

### Relação com o processo principal
O processo cautelar pode apresentar-se na forma preparatória, quando instaurado antes da propositura da ação principal, ou na forma incidental, quando essa já se encontra em andamento. Conforme o art. 800 do Código de Processo Civil Brasileiro, as medidas cautelares serão requeridas ao juiz competente para conhecer a causa e, quando preparatórias, ao juiz competente para conhecer da ação principal. É possível falar em processo cautelar satisfativo, embora, em regra, não se admita medida cautelar com efeito satisfativo, e isso seja considerado uma anomalia.

### Medida cautelar
A medida cautelar, que representa o objeto do processo cautelar, conforme o art. 801 do CPC, será requerida ao juiz por petição escrita, que conterá a autoridade judiciária a quem é dirigida; a qualificação e domicílio do requerente e do requerido; a exposição sumária do direito ameaçado e o receio de lesão; as provas que serão produzidas; a lide e seu fundamento, sendo este último requisito exigível somente quando o processo cautelar der-se de forma preparatória (conforme parágrafo único do art. 801 do CPC). Deverá conter, ainda, o requerimento de citação do requerido, para que, no prazo de cinco dias, conteste o pedido, indicando as provas que pretende produzir.

### Requisitos
São requisitos específicos da medida cautelar: a) fumus boni juris (fumaça do bom direito) é a plausibilidade do direito substancial invocado por quem pretenda a segurança. Significa a possibilidade de existência do direito invocado pelo autor da ação cautelar; b) periculum in mora (perigo da demora) – dano potencial, risco que corre o processo principal de não ser útil ao interesse demonstrado pela parte caso a tutela jurisdicional demore.

### Liminar
É lícito ao juiz conceder liminarmente a medida cautelar, inaudita altera parte, quando verificar que o requerido, sendo citado, poderá torná-la ineficaz, caso em que poderá determinar que o requerente preste caução real ou fidejussória, a fim de ressarcir os danos que o requerido, eventualmente, venha a sofrer. Concedida a medida cautelar, se preparatória for, cabe à parte que a intentou propor a ação principal respectiva, sendo os autos do processo cautelar apensos ao principal.

### Intervenção de terceiro
É possível a assistência, a nomeação à autoria e o recurso de terceiro prejudicado. Admite-se também a denunciação da lide, desde que cabível no processo principal.

### Espécies

#### Medidas cautelares específicas
Os arts. 813 a 866 do Código de Processo Civil estabelecem medidas cautelares específicas, quais sejam: o arresto, o sequestro, a caução, a busca e apreensão, a exibição, a produção antecipada de provas, os alimentos provisionais, o arrolamento de bens, a justificação, o protesto, as notificações e as interpelações, a homologação do penhor legal, a posse do nascituro, o atentado, o protesto e apreensão de títulos.

#### Outras medidas cautelares
Além do elenco dos procedimentos cautelares específicos, o juiz poderá autorizar ou ordenar, na pendência da ação principal (incidente) ou antes dela (preparatória) todas as medidas previstas na redação do art. 888 do Código de Processo Civil Brasileiro.

#### Medidas cautelares típicas ou nominadas
São aquelas que estão previstas expressamente no Código de Processo Civil. Ex.: Procedimentos especiais cautelares: Arresto, Sequestro Caução.

#### Medidas cautelares atípicas ou inominadas
Além dessas, por expressa disposição do art. 798 do CPC, o juiz poderá determinar as medidas provisórias que julgar adequadas, quando houver fundado receio de que uma parte, antes do julgamento da lide, cause ao direito da outra lesão grave e de difícil reparação, ou, são aquelas que não estão previstas expressamente no CPC, Fazendo parte do poder geral de cautela do juiz (PGCJ), art. 798 e 799 do CPC.

### Poder Geral de Cautela do Juiz
Fundamentada no art. 798 do Código de Processo Civil. 1. Prestação de caução;
2. Depósito de bens;
3. Apreensão judicial de pessoas;
4. Autorizar ou impedir a prática de ato.

### Legitimidade
É aquela que pode propor a ação cautelar.
Pode ser:
- Ordinária: O autor e o réu do processo principal pode dar início ao processo cautelar;
- Extraordinária: Aplica-se no processo cautelar.

### Competência
Art. 800, CPC - As medidas cautelares serão requeridas ao juiz da causa; e, quando preparatórias, ao juiz competente para conhecer da ação principal.
Parágrafo único - Interposto o recurso, a medida cautelar será requerida diretamente ao tribunal.
De acordo com a súmula 635, do Supremo Tribunal Federal (STF), cabe ao presidente do Tribunal de origem julgar a ação cautelar inominada proposta com a finalidade de dar efeito suspensivo ao recurso extraordinário pendente de juízo de admissibilidade. Após o recebimento e consequente subida dos autos, o relator do recurso no STF torna-se competente.

### Extinção da medida cautelar
A medida cautelar pode ser extinta por: a) modificação; b) revogação; c) falta de ajuizamento da ação principal no prazo de 30 dias; d) falta de execução da medida cautelar deferida dentro do prazo de 30 dias; e) declaração do processo com ou sem extinção do mérito.

### Recursos cabíveis
São cabíveis os mesmos recursos do processo de conhecimento, preferencialmente os que tenham por objeto questões de urgência, como o agravo de instrumento ou apelação sem efeito suspensivo.

### Principais enunciados sobre processo cautelar cobrados em provas
A cognição sumária é um dos aspectos fundamentais do processo cautelar é o fato de que a tutela jurisdicional nele concedida é baseada em juízo de verossimilhança e não tem juízo de certeza.
Não cabe reconvenção em processo cautelar.
O processo cautelar visa meramente a proteger o processo principal, e não tem via de regra função satisfativa.
A medida cautelar tem função acautelatória e preventiva, não podendo, em regra, gerar efeitos satisfativos, sob pena de frustrar o contraditório e a apreciação final do mérito do processo.
As medidas cautelares serão requeridas ao Tribunal, se já recebida a apelação pelo juiz da causa.
Em procedimento cautelar preparatório, a eficácia da medida concedida cessa no prazo de 30 dias. Com exceção da produção antecipada de provas, que evidentemente será útil para instruir o processo principal mesmo após esgotado esse prazo.
Os pressupostos de admissibilidade da medida cautelar são o 'fumus boni juris e periculum in mora.
A parte que interpõe ação cautelar preparatória, deve propor ação principal no prazo de 30 dias, contado da data da efetivação da medida cautelar.
Ocorre prazo peremptório, quando a ação não seja proposta em 30 dias, cessa a eficácia da liminar concedida e o juiz decretará a extinção do processo cautelar e a sustação da eficácia da medida deferida.
Na medida cautelar preparatória deverá indicar na petição inicial qual a ação principal a ser proposta e o seu fundamento.
A tutela cautelar não fica restrita as medidas típicas, podendo o juiz conceder outras medidas atípicas em nome do poder geral de cautela.
Contra decisão que nega medida cautelar liminarmente ou no curso do processo cabe agravo de instrumento, dada a urgência de dano grave ou de difícil reparação (art. 522, CPC).
Da sentença cautelar cabe apelação (art. 513, CPC), sem efeito suspensivo (art. 520, inciso IV, CPC).

## Portugal
Uma providência cautelar em Portugal é um segundo processo judicial, com caráter de urgência, que corre paralelamente e por apenso a uma ação judicial principal , podendo ser utilizada, segundo o artº 362º,nº1, do Código de Processo Civil, sempre que um cidadão ou instituição receie que outrem possa causar uma lesão grave e de difícil reparação ao seu direito. Trata-se de uma ação que visa suspender a eficácia de uma decisão sempre que o seu prosseguimento possa colocar em causa os direitos de um cidadão ou instituição.